# Синцово (Большемурашкинский район)
Синцо́во — деревня в Большемурашкинском районе Нижегородской области, входит в состав Холязинского сельсовета.

## География
Деревня Синцово расположена на севере района, в 84 км к югу-востоку от Нижнего Новгорода, на реке Киринке (правый приток реки Сундовик), высота над уровнем моря 165 м. Ближайший населённый пункт — практически примыкающее с юго-запада Ивановское. Районный центр Большое Мурашкино находится в 27 километрах.

## История
Изначально Синцово было селом. К концу XVII века имевшаяся в нём церковь Святого Апостола и Евангелиста Иоанна Богослова изветшала. Однако новый храм был возведён не в Синцове, а в близлежащей деревне Ирхино. Эта деревня располагалась также на реке Киринке (выше Синцова по течению) и примыкала к Синцову с юго-запада; с тех пор деревня Ирхино стала селом Ивановским.

## Инфраструктура
В Синцове более 100 домов. В деревне три улицы: Лесная, Мира, Шальнова.